# Charles Louis Baptiste Lebreton
Pour les articles homonymes, voir Lebreton.
Charles Louis Baptiste Lebreton est un homme politique français né le 15 décembre 1807 à Ploërmel (Morbihan).

## Biographie
Chirurgien de marine en 1824, il devient docteur en médecine en 1834 et s'installe à Pleyben. En 1848, il est représentant du Finistère à l'Assemblée constituante. Non réélu en 1849, il retrouve un siège de député aux élections complémentaires du 2 juillet 1871, inscrit au groupe de la Gauche républicaine. Il est également conseiller général du canton de Pleyben en 1871. Il quitte la vie politique en 1876.